# Campeonato de Primera División 1929 (Argentina)
El Campeonato Estímulo de 1929, premiado con la copa del mismo nombre, fue el único torneo disputado por la Asociación Amateurs Argentina de Football en dicho año, lo que llevó a que sea homologado como el Campeonato de Primera División 1929, consecuentemente, fue el cuadragésimo noveno torneo de la Primera División del fútbol argentino, y el tercero organizado por dicha asociación.
El Campeonato de Primera División 1928, se había extendido de tal manera que no permitió la disputa de un concurso regular, lo que llevó a la organización de un campeonato especial de una sola rueda de todos contra todos. El certamen se jugó sin descensos, con los 35 participantes divididos en dos secciones llamadas Impar y Par, según la ubicación que tuvieron en el torneo anterior, a los que se agregó el campeón de la División B en el grupo de los pares. Mientras que los dos segundos de cada sección disputaron el tercer puesto, los primeros clasificaron a la final del torneo. 
El campeón, por primera vez en su historia, fue el Club de Gimnasia y Esgrima La Plata.

## Ascensos y descensos
| Pos | Equipo ascendido |
| --- | ---------------- |
| 1.º | Colegiales       |

| Pos  | Equipos descendidos en la temporada 1928 |
| ---- | ---------------------------------------- |
| 34.º | Liberal Argentino                        |
| 36.° | Porteño                                  |

De esta manera, el número de participantes disminuyó a 35.

## Equipos
| Equipo                 | Ciudad               |
| ---------------------- | -------------------- |
| Almagro                | Buenos Aires         |
| Argentino de Banfield  | Banfield             |
| Argentino del Sud      | Avellaneda           |
| Argentino de Quilmes   | Quilmes              |
| Argentinos Juniors     | Buenos Aires         |
| Atlanta                | Buenos Aires         |
| Banfield               | Banfield             |
| Barracas Central       | Buenos Aires         |
| Boca Juniors           | Buenos Aires         |
| Chacarita Juniors      | Buenos Aires         |
| Colegiales             | Buenos Aires         |
| Defensores de Belgrano | Buenos Aires         |
| El Porvenir            | Gerli                |
| Estudiantes            | Buenos Aires         |
| Estudiantes            | La Plata             |
| Estudiantil Porteño    | Buenos Aires         |
| Excursionistas         | Buenos Aires         |
| Ferro Carril Oeste     | Buenos Aires         |
| Gimnasia y Esgrima     | La Plata             |
| Huracán                | Buenos Aires         |
| Independiente          | Avellaneda           |
| Lanús                  | Lanús                |
| Platense               | Buenos Aires         |
| Quilmes                | Quilmes              |
| Racing Club            | Avellaneda           |
| River Plate            | Buenos Aires         |
| San Fernando           | San Fernando         |
| San Isidro             | San Isidro           |
| San Lorenzo            | Buenos Aires         |
| Sportivo Barracas      | Buenos Aires         |
| Sportivo Buenos Aires  | Buenos Aires         |
| Sportivo Palermo       | Buenos Aires         |
| Talleres               | Remedios de Escalada |
| Tigre                  | Victoria             |
| Vélez Sarsfield        | Buenos Aires         |

## Sección impar

### Tabla de posiciones final
| Pos  | Equipo                  | Pts | PJ | G  | E | P  | GF | GC | DIF |
| ---- | ----------------------- | --- | -- | -- | - | -- | -- | -- | --- |
| 1.º  | Gimnasia y Esgrima (LP) | 28  | 17 | 14 | 0 | 3  | 33 | 11 | 22  |
| 2.º  | River Plate             | 27  | 17 | 12 | 3 | 2  | 28 | 11 | 17  |
| 3.º  | Lanús                   | 24  | 17 | 8  | 8 | 1  | 31 | 16 | 13  |
| 4.º  | Racing Club             | 24  | 17 | 10 | 4 | 3  | 24 | 17 | 7   |
| 5.º  | Almagro                 | 21  | 17 | 8  | 5 | 4  | 19 | 18 | 1   |
| 6.º  | Talleres (RdE)          | 19  | 17 | 7  | 5 | 5  | 16 | 13 | 3   |
| 7.º  | San Fernando            | 17  | 17 | 6  | 5 | 6  | 31 | 20 | 11  |
| 8.º  | Colegiales              | 17  | 17 | 5  | 7 | 5  | 28 | 28 | 0   |
| 9.º  | El Porvenir             | 17  | 17 | 6  | 4 | 12 | 19 | 39 | -20 |
| 10.º | Estudiantes (LP)        | 16  | 17 | 7  | 2 | 8  | 32 | 20 | 12  |
| 11.º | Tigre                   | 15  | 17 | 5  | 5 | 7  | 27 | 23 | 4   |
| 12.º | Argentino del Sud       | 15  | 17 | 6  | 3 | 8  | 14 | 24 | -10 |
| 13.º | Banfield                | 14  | 17 | 5  | 4 | 8  | 18 | 23 | -5  |
| 14.º | Huracán                 | 13  | 17 | 6  | 1 | 10 | 26 | 11 | 15  |
| 15.º | Atlanta                 | 11  | 17 | 4  | 3 | 10 | 10 | 24 | -14 |
| 16.º | San Isidro              | 9   | 17 | 3  | 3 | 11 | 14 | 36 | -22 |
| 17.º | Estudiantes (BA)        | 8   | 17 | 2  | 4 | 11 | 8  | 41 | -33 |
| 18.º | Platense                | 7   | 17 | 3  | 1 | 13 | 7  | 23 | -16 |

|  |                                              |
|  | Clasificado a la final por el título.        |
|  | Clasificado a la final por el tercer puesto. |

## Sección par

### Tabla de posiciones final
| Pos  | Equipo                 | Pts | PJ | G  | E | P | GF | GC | DIF |
| ---- | ---------------------- | --- | -- | -- | - | - | -- | -- | --- |
| 1.º  | Boca Juniors           | 27  | 16 | 13 | 1 | 2 | 31 | 11 | 20  |
| 2.º  | San Lorenzo            | 27  | 16 | 12 | 3 | 1 | 42 | 15 | 27  |
| 3.º  | Independiente          | 20  | 16 | 7  | 6 | 3 | 38 | 18 | 20  |
| 4.º  | Estudiantil Porteño    | 20  | 16 | 8  | 4 | 4 | 26 | 21 | 5   |
| 5.º  | Chacarita Juniors      | 20  | 16 | 8  | 4 | 4 | 23 | 20 | 3   |
| 6.º  | Vélez Sarsfield        | 20  | 16 | 9  | 2 | 5 | 23 | 21 | 2   |
| 7.º  | Argentinos Juniors     | 15  | 16 | 5  | 5 | 6 | 16 | 22 | -6  |
| 8.º  | Barracas Central       | 15  | 16 | 7  | 1 | 8 | 16 | 30 | -14 |
| 9.º  | Sportivo Palermo       | 14  | 16 | 6  | 2 | 8 | 14 | 21 | -7  |
| 10.º | Quilmes                | 14  | 16 | 6  | 2 | 8 | 8  | 26 | -18 |
| 11.º | Defensores de Belgrano | 12  | 16 | 4  | 4 | 8 | 12 | 18 | -6  |
| 12.º | Sportivo Buenos Aires  | 12  | 16 | 4  | 4 | 8 | 20 | 19 | 1   |
| 13.º | Excursionistas         | 12  | 16 | 5  | 2 | 9 | 20 | 33 | -13 |
| 14.º | Argentino de Quilmes   | 11  | 16 | 4  | 3 | 9 | 16 | 17 | -1  |
| 15.º | Argentino de Banfield  | 11  | 16 | 3  | 5 | 8 | 21 | 28 | -7  |
| 16.º | Ferro Carril Oeste     | 10  | 16 | 2  | 6 | 8 | 23 | 25 | -2  |
| 17.º | Sportivo Barracas      | 10  | 16 | 3  | 4 | 9 | 13 | 17 | -4  |

|  |                                              |
|  | Clasificado a la final por el título.        |
|  | Clasificado a la final por el tercer puesto. |

### Desempate del primer puesto
Boca Juniors y San Lorenzo terminaron ambos en primera posición. Se debió jugar un desempate para decidir el clasificado a la final.
| Partido 1    | Partido 1 | Partido 1   | Partido 1   | Partido 1           | Partido 1 |
| Equipo 1     | Resultado | Equipo 2    | Estadio     | Fecha               |           |
| ------------ | --------- | ----------- | ----------- | ------------------- | --------- |
| Boca Juniors | 2 - 2     | San Lorenzo | River Plate | 19 de enero de 1930 |           |

| Partido 2    | Partido 2 | Partido 2   | Partido 2   | Partido 2           | Partido 2 |
| Equipo 1     | Resultado | Equipo 2    | Estadio     | Fecha               |           |
| ------------ | --------- | ----------- | ----------- | ------------------- | --------- |
| Boca Juniors | 2 - 2     | San Lorenzo | Racing Club | 26 de enero de 1930 |           |

| Partido 3    | Partido 3 | Partido 3   | Partido 3   | Partido 3            | Partido 3 |
| Equipo 1     | Resultado | Equipo 2    | Estadio     | Fecha                |           |
| ------------ | --------- | ----------- | ----------- | -------------------- | --------- |
| Boca Juniors | 3 - 1     | San Lorenzo | River Plate | 2 de febrero de 1930 |           |

## Final por el tercer puesto
| Final       | Final     | Final       | Final       | Final                | Final |
| Equipo 1    | Resultado | Equipo 2    | Estadio     | Fecha                |       |
| ----------- | --------- | ----------- | ----------- | -------------------- | ----- |
| River Plate | GP - PP   | San Lorenzo | Racing Club | 9 de febrero de 1930 |       |

- San Lorenzo no se presentó, por lo que se le dio ganado a River Plate.

## Final por el título
| Final                   | Final     | Final        | Final       | Final                | Final |
| Equipo 1                | Resultado | Equipo 2     | Estadio     | Fecha                |       |
| ----------------------- | --------- | ------------ | ----------- | -------------------- | ----- |
| Gimnasia y Esgrima (LP) | 2 - 1     | Boca Juniors | River Plate | 9 de febrero de 1930 |       |

## Descensos y ascensos
Suprimidos los descensos, dadas las características de emergencia del torneo, con el ascenso de Honor y Patria, los participantes del campeonato de 1930 aumentaron a 36.

## Goleadores
| Jugador              | Jugador              | Goles | Equipo          |
| -------------------- | -------------------- | ----- | --------------- |
| Bandera de Argentina | José Cortecci        | 13    | San Lorenzo     |
| Bandera de Argentina | Manuel Seoane        | 13    | Independiente   |
| Bandera de Argentina | José Granara         | 11    | River Plate     |
| Bandera de Argentina | Ismael Morgada       | 11    | Gimnasia (LP)   |
| Bandera de Argentina | Angel Sobrino        | 11    | Vélez Sarsfield |
| Bandera de Argentina | Mario Evaristo       | 10    | Boca Juniors    |
| Bandera de Argentina | Guillermo Stábile    | 10    | Huracán         |
| Bandera de Argentina | Bernabé Ferreyra     | 9     | Tigre           |
| Bandera de Argentina | Roberto Cherro       | 9     | Boca Juniors    |
| Bandera de Argentina | Alfredo Carricaberry | 8     | San Lorenzo     |